# Imarhan
Imarhan (vertaald: 'De mensen waar ik om geef') is een Algerijnse Toearegband die in 2006 werd opgericht in Tamanrasset.
Het gelijknamige debuutalbum werd in 2016 uitgebracht door het Duitse platenlabel City Slang. Het album werd geproduceerd door Eyadou Ag Leche, bassist bij Tinariwen en de neef van de zanger van Imarhan. Een tweede album, Temet, volgde in 2018. De gedwongen thuiszitperiode vanwege de coronacrisis gebruikten de bandleden om hun eigen studio te bouwen op hun geboortegrond en om daar dan ook hun derde album op te nemen, Aboogi, dat in januari 2022 verscheen op cd en elpee.

## Discografie
- Imarhan (cd, 2016)
- Tahabort (single, 2015)
- Temet (album, 2018)
- Aboogi (album, 2022)[7]